# Detroit7
 (août 2011).
Si vous disposez d'ouvrages ou d'articles de référence ou si vous connaissez des sites web de qualité traitant du thème abordé ici, merci de compléter l'article en donnant les références utiles à sa vérifiabilité et en les liant à la section « Notes et références ».
detroit7 est un trio japonais mélangeant rock, garage-grunge et alternatif, formé en 2001.
Tomomi Nabana, leader, chanteuse et guitariste, possède une voix au tempérament à la fois dur et doux. Yamaguchi Miyoko est à la batterie et Kotajima Nobuaki à la basse.
Bien que la musique du groupe soit très appréciable au fil des albums, c'est en live que detroit7 donne le meilleur de lui-même, débordant d'une énergie sans fin.

## Composition
- Chant, Guitare : Tomomi Nabana
- Batterie : Miyoko Yamaguchi
- Basse : Nobuaki Kotajima

## Discographie
- Nude, 2010.10.6 OUT, Getting Better
- Fresh, 2010.01.20 OUT, Getting Better
- Fever, 2010.01.20 OUT, Getting Better
- Black & White, 2009.05.20 OUT, Getting Better
- detroit7, 2009.03.10 OUT, Daruma Label
- Third Star From The Earth, 2008.01.17 OUT
- Great Romantic, 2006.11.29 OUT
- detroit7 EP Vol.2, 2005.11.23 OUT
- detroit7 EP Vol.1, 2005.07.21 OUT
- 1 LOVE, 2005.01.26 OUT
- Come on, 2004.05.12 OUT
- Vertigo, 2003.11.26 OUT